# Aaron Burkart
Aaron Nikolai Burkart (Singen, 20 settembre 1982) è un pilota di rally tedesco, vincitore del JWRC 2010 su Suzuki Swift S1600.

## Carriera

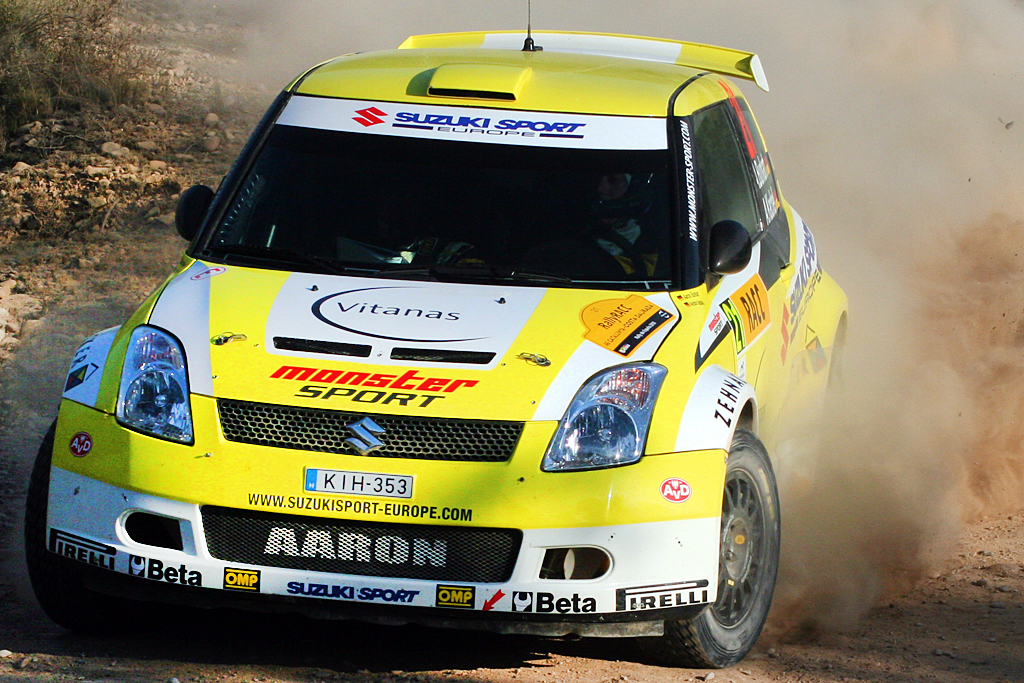
Aaron Burkat su Suzuki Swift S1600 al rally di Catalogna 2010

Ha iniziato a gareggiare nel 2002. Nel 2006 prende parte nel Junior World Rally Championship (JWRC) su una Citroën C2 S1600. Nel primo evento di Burkart in campionato al Rally Catalunya del 2006, il suo co-pilota Jörg Bastuck mentre stava sostituendo uno pneumatico a bordo strada sulla vettura di Burkart, è stato investito dalla Ford Fiesta di Barry Clark.
Nel 2008, sempre nel JWRC, ha concluso il campionato al secondo posto. L'anno seguente è passato alla Suzuki Swift S1600, ottenendo la sua prima vittoria al Rally d'Irlanda e finendo la stagione sul terza grazio del podio. Sempre nello stesso anno ha debuttato su una vettura World Rally Car del Citroën Junior Team al Rally di Gran Bretagna, finendo 12º. L'anno successivo, ha vinto il Rally di Turchia nella divisione JWRC e piazzandosi al decimo posto assoluto, raccogliendo anche un punto nel campionato mondiale WRC. Durante la stagione ha ottenuto altri due podi, vincendo il campionato JWRC con quattro punti di vantaggio su Hans Weijs, Jr..

## Palmarès
- JWRC: 1
2010 su Suzuki Swift S1600[3]

### Vittorie nel Junior WRC
| Nº | Anno | Rally            | Copilota        | Vettura            |
| -- | ---- | ---------------- | --------------- | ------------------ |
| 1  | 2009 | Rally d'Irlanda  | Michael Kölbach | Suzuki Swift S1600 |
| 2  | 2010 | Rally di Turchia | André Kachel    | Suzuki Swift S1600 |

## Risultati nel mondiale rally

### WRC
| 2003 | Scuderia | Vettura                       |  |  |  |  |  |  |  |     |  |  |  |  |  |  |  |  | Punti | Pos. |
| ---- | -------- | ----------------------------- |  |  |  |  |  |  |  | --- |  |  |  |  |  |  |  |  | ----- | ---- |
| 2003 |          | Volkswagen Polo MK3 GTI (6N2) |  |  |  |  |  |  |  | Rit |  |  |  |  |  |  |  |  | 0     |      |

| 2004 | Scuderia | Vettura         |  |  |  |  |  |  |  |  |  |     |  |  |  |  |  |  | Punti | Pos. |
| ---- | -------- | --------------- |  |  |  |  |  |  |  |  |  | --- |  |  |  |  |  |  | ----- | ---- |
| 2004 |          | Peugeot 106 S16 |  |  |  |  |  |  |  |  |  | Rit |  |  |  |  |  |  | 0     |      |

| 2005 | Scuderia | Vettura            |  |  |  |  |    |  |  |  |  |  |     |  |  |  |  |  | Punti | Pos. |
| ---- | -------- | ------------------ |  |  |  |  | -- |  |  |  |  |  | --- |  |  |  |  |  | ----- | ---- |
| 2005 |          | Citroën Saxo S1600 |  |  |  |  | 37 |  |  |  |  |  | Rit |  |  |  |  |  | 0     |      |

| 2006 | Scuderia | Vettura                                                         |     |  |  |     |    |  |    |  |    |  |  |     |    |  |  |    | Punti | Pos. |
| ---- | -------- | --------------------------------------------------------------- | --- |  |  | --- | -- |  | -- |  | -- |  |  | --- | -- |  |  | -- | ----- | ---- |
| 2006 |          | Citroën Saxo S1600, Citroën C2 S1600 e Mitsubishi Lancer Evo IX | Rit |  |  | Rit | 28 |  | 23 |  | 23 |  |  | Rit | 31 |  |  | 24 | 0     |      |

| 2007 | Scuderia | Vettura          |  |  |    |  |  |  |    |  |    |    |  |    |    |  |  |  | Punti | Pos. |
| ---- | -------- | ---------------- |  |  | -- |  |  |  | -- |  | -- | -- |  | -- | -- |  |  |  | ----- | ---- |
| 2007 |          | Citroën C2 S1600 |  |  | 38 |  |  |  | 18 |  | 57 | 20 |  | 30 | 25 |  |  |  | 0     |      |

| 2008 | Scuderia | Vettura          |  |  |    |  |  |    |  |  |    |    |  |    |    |  |  |  | Punti | Pos. |
| ---- | -------- | ---------------- |  |  | -- |  |  | -- |  |  | -- | -- |  | -- | -- |  |  |  | ----- | ---- |
| 2008 |          | Citroën C2 S1600 |  |  | 12 |  |  | 19 |  |  | 28 | 22 |  | 20 | 26 |  |  |  | 0     |      |

| 2009 | Scuderia            | Vettura                             |    |  |    |  |    |    |  |  |    |  |    |    |  |  |  |  | Punti | Pos. |
| ---- | ------------------- | ----------------------------------- | -- |  | -- |  | -- | -- |  |  | -- |  | -- | -- |  |  |  |  | ----- | ---- |
| 2009 | Citroën Junior Team | Suzuki Swift S1600 e Citroën C4 WRC | 16 |  | 20 |  | 15 | 17 |  |  | 19 |  | 37 | 12 |  |  |  |  | 0     |      |

| 2010 | Scuderia | Vettura            |  |  |  |    |  |    |  |  |    |  |    |    |  |  |  |  | Punti | Pos. |
| ---- | -------- | ------------------ |  |  |  | -- |  | -- |  |  | -- |  | -- | -- |  |  |  |  | ----- | ---- |
| 2010 |          | Suzuki Swift S1600 |  |  |  | 10 |  | 32 |  |  | 26 |  | 36 | 26 |  |  |  |  | 1     | 26º  |

| 2011 | Scuderia                | Vettura                                |  |  |  |  |  |  |  |  |    |  |  |    |  |  |  |  | Punti | Pos. |
| ---- | ----------------------- | -------------------------------------- |  |  |  |  |  |  |  |  | -- |  |  | -- |  |  |  |  | ----- | ---- |
| 2011 | Stobart M-Sport Ford RT | Ford Fiesta RS WRC e Ford Fiesta S2000 |  |  |  |  |  |  |  |  | 23 |  |  | 19 |  |  |  |  | 0     |      |

| Legenda | 1º posto | 2º posto | 3º posto | A punti | Senza punti | Ritirato | Squalificato | NP=Non partito C=Gara cancellata | Apice=Power stage |

### P-WRC
| 2006 | Scuderia | Vettura                  |  |  |  |  |  |  |  |  |  |  |  |     |  |  |  |  | Punti | Pos. |
| ---- | -------- | ------------------------ |  |  |  |  |  |  |  |  |  |  |  | --- |  |  |  |  | ----- | ---- |
| 2006 |          | Mitsubishi Lancer Evo IX |  |  |  |  |  |  |  |  |  |  |  | Rit |  |  |  |  | 0     |      |

| Legenda | 1º posto | 2º posto | 3º posto | A punti | Senza punti | Ritirato | Squalificato | NP=Non partito C=Gara cancellata | Apice=Power stage |

### Junior WRC
| 2006 | Scuderia | Vettura          |  |  |  |     |   |  |   |  |   |  |  |  |    |  |  |   | Punti | Pos. |
| ---- | -------- | ---------------- |  |  |  | --- | - |  | - |  | - |  |  |  | -- |  |  | - | ----- | ---- |
| 2006 |          | Citroën C2 S1600 |  |  |  | Rit | 7 |  | 5 |  | 6 |  |  |  | 12 |  |  | 3 | 15    | 12º  |

| 2007 | Scuderia | Vettura          |  |  |   |  |  |  |   |  |    |   |  |   |   |  |  |  | Punti | Pos. |
| ---- | -------- | ---------------- |  |  | - |  |  |  | - |  | -- | - |  | - | - |  |  |  | ----- | ---- |
| 2007 |          | Citroën C2 S1600 |  |  | 5 |  |  |  | 4 |  | 14 | 4 |  | 7 | 7 |  |  |  | 18    | 7º   |

| 2008 | Scuderia | Vettura          |  |  |   |  |  |   |  |  |   |   |  |   |   |  |  |  | Punti | Pos. |
| ---- | -------- | ---------------- |  |  | - |  |  | - |  |  | - | - |  | - | - |  |  |  | ----- | ---- |
| 2008 |          | Citroën C2 S1600 |  |  | 4 |  |  | 3 |  |  | 4 | 2 |  | 3 | 5 |  |  |  | 34    | 2º   |

| 2009 | Scuderia | Vettura            |   |  |   |  |   |   |  |  |   |  |   |  |  |  |  |  | Punti | Pos. |
| ---- | -------- | ------------------ | - |  | - |  | - | - |  |  | - |  | - |  |  |  |  |  | ----- | ---- |
| 2009 |          | Suzuki Swift S1600 | 1 |  | 3 |  | 2 | 3 |  |  | 4 |  | 5 |  |  |  |  |  | 39    | 3º   |

| 2010 | Scuderia | Vettura            |  |  |  |   |  |   |  |  |   |  |   |   |  |  |  |  | Punti | Pos. |
| ---- | -------- | ------------------ |  |  |  | - |  | - |  |  | - |  | - | - |  |  |  |  | ----- | ---- |
| 2010 |          | Suzuki Swift S1600 |  |  |  | 1 |  | 3 |  |  | 2 |  | 5 | 4 |  |  |  |  | 80    | 1º   |

| Legenda | 1º posto | 2º posto | 3º posto | A punti | Senza punti | Ritirato | Squalificato | NP=Non partito C=Gara cancellata | Apice=Power stage |